# Akil Gjakova
Akil Gjakova (Peć, Yugoslavia, 4 de enero de 1996), es un deportista kosovar que compite en judo. Su hermana Nora compite en el mismo deporte.
Ganó dos medallas en el Campeonato Europeo de Judo, en los años 2021 y 2023, ambas en la categoría de –73 kg. Participó en los Juegos Olímpicos de Tokio 2020, ocupando el séptimo lugar en la misma categoría.
Fue el abanderado de Kosovo en la ceremonia de apertura de los Juegos Olímpicos de París 2024 junto con su hermana Nora.

## Palmarés internacional
| Campeonato Europeo | Campeonato Europeo    | Campeonato Europeo | Campeonato Europeo |
| Año                | Lugar                 | Medalla            | Categoría          |
| ------------------ | --------------------- | ------------------ | ------------------ |
| 2021               | Lisboa (Portugal)     | Medalla de oro     | –73 kg             |
| 2023               | Montpellier (Francia) | Medalla de bronce  | –73 kg             |